# Pelaje del toro de lidia

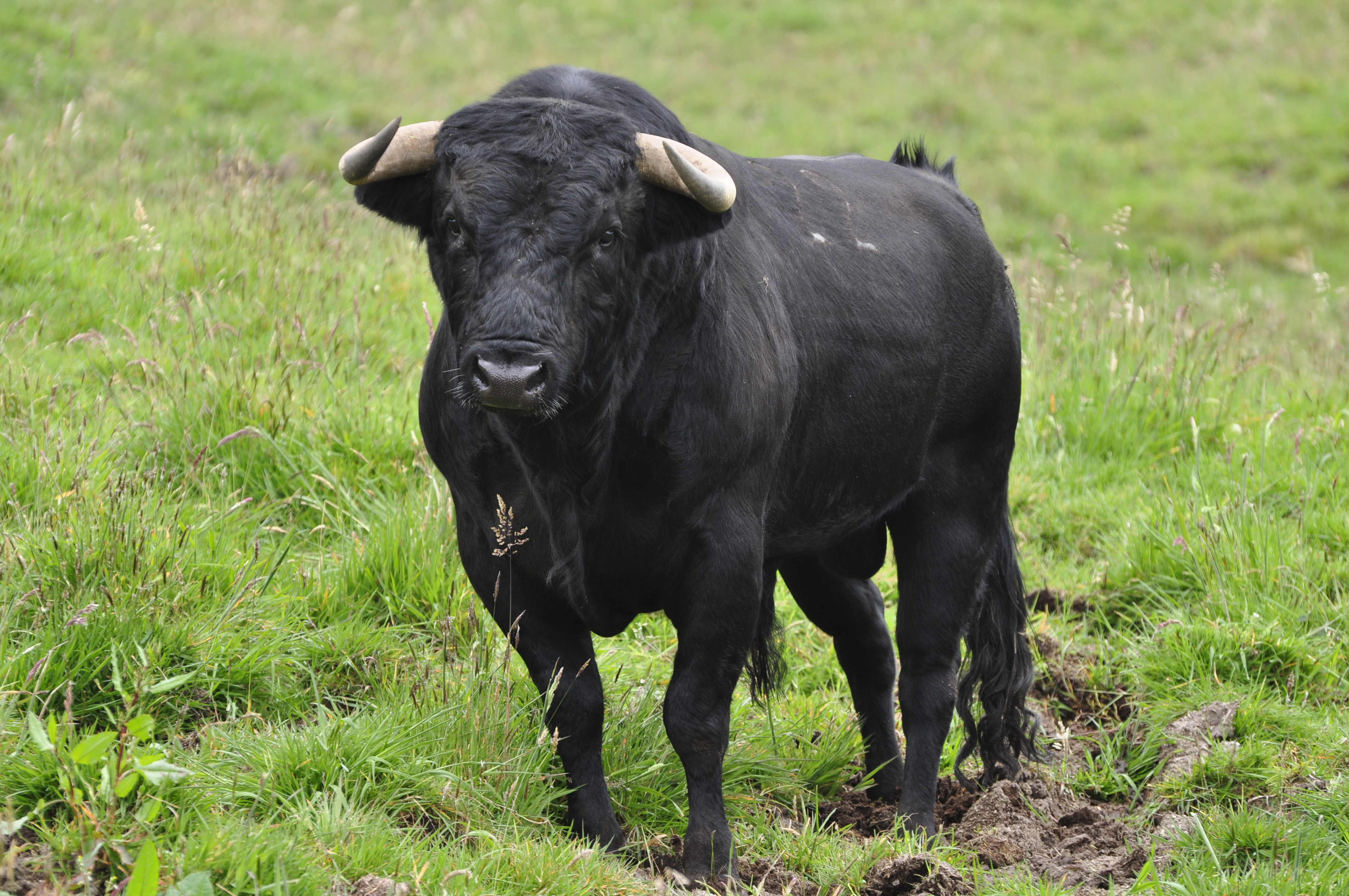
Toro de capa negro zaino, la más común

En el toro de lidia se llama pelaje o capa a las diferentes coloraciones del pelo que recubre el cuerpo del animal. 
Existen 3 tonos básicos: negro, blanco y colorado (rojo), y diferentes combinaciones de 2 o 3 colores. Actualmente la mayor parte de los toros de lidia son de pelaje negro, en otras épocas fueron muy corrientes otros tonos que ahora son raros.

## Tipos

### Pelo homogéneo
- Albahío: Toro blanco amarillento.
- Colorado: De color rojizo que puede variar en intensidad de rojo claro a rojo oscuro.
- Encendido: capa colorada en la que la tonalidad de los pelos adquiere una coloración roja intensa.
- Ensabanado: De pelo blanco en su totalidad.
- Jabonero: Se llama así al toro que está cubierto de pelo de color crema, pero distribuido con intensidades diferentes que van desde el tono casi blanco al negro.
- Melocotón: Pelaje de color rojo claro con aspecto leonado.
- Negro: El pelo es predominantemente negro.
  - Negro azabache: De color negro brillante y aterciopelado.
  - Negro mulato: De pelaje negro, sin brillo, con reflejo pardo, parecida al pelaje de los mulos.
  - Negro zaíno: De color negro sin manchas o mezcla de ningún otro color.

### Pelo mezclado
- Berrendo: De color blanco con grandes manchas de otro color; generalmente, berrendo en negro, en castaño o en colorado.
- Cárdeno: El pelaje está formado por pelos blancos y negros mezclados que en conjunto dan una apariencia grisácea.
- Castaño: Capa integrada por la mezcla de pelos rojos y negros.
- Chorreado: Toro negro que tiene listas difusas de color castaño que bajan del espinazo al vientre.[3]
- Entrepelado: El cárdeno con muy poco pelo blanco, es decir, casi negro.
- Lombardo: Toro negro sin manchas de otro color, pero con el lomo castaño.
- Retinto: Toro colorado que presenta dos tonalidades, que va de más clara en el lomo y costillares a más oscura, casi negra, en el vientre.
- Salinero: Toro en que se mezcla el pelo colorado con el blanco.
- Sardo: El pelaje está formado por pelos de color blanco, rojo y negro distribuidos de forma irregular.

### Pelo con manchas
- Albardado: Toro con la piel más clara en el lomo, simulando una albarda.
- Bocinero: El que tiene el hocico negro y el cuerpo de otro color.
- Botinero: Que tiene el extremo de las patas oscuras.
- Bragado: Toro de capa oscura con una mancha blanca en el vientre.
- Burraco: Toro con manchas blancas por la parte inferior del cuerpo.
- Calcetero: De pelo oscuro con las extremidades blancas.
- Capirote: Toro con la cabeza y arranque del cuerpo de color diferente del resto del cuerpo.
- Careto: El que tiene la cara blanca y el resto de la cabeza de distinto color.
- Coliblanco: De capa oscura con cola blanca.
- Estornino: Variante de cárdeno o negro con manchitas blancas.
- Estrellado: Con una mancha negra en el centro de la frente.
- Gargantillo: Con una mancha blanca que rodea el cuello a modo de collarín.
- Girón (o jirón): Capa oscura que presenta manchas blancas, de tamaño grande y forma irregular, generalmente en la región del ijar.
- Listón: El que tiene una franja de color distinto a lo largo del lomo.
- Lucero: El toro que tiene en el centro de la frente un lunar blanco.
- Meano: Toro de pelo oscuro que tiene blanca la piel que cubre el extremo del pene.[3]
- Mosqueado: El cárdeno con pequeñas manchillas negras.
- Nevado: Cárdeno con pequeñas manchas blancas irregulares.
- Ojalado: El que tiene los ojos con cerco de distinto color al de la cara.
- Ojinegro: El ojalado cuyo cerco es de color negro o muy oscuro.
- Ojo de perdiz: El ojalado cuyo cerco es de color rojo.
- Salpicado: Con manchas blancas irregulares, grandes y pequeñas.

## Pelaje y ganaderías
En cada ganadería suelen presentarse, por motivos genéticos, ciertos pelajes con mayor frecuencia que los demás, aunque la variabilidad es grande. Por ejemplo, es característico el toro de capa cárdena de la ganadería de Miura.

## Galería de fotos

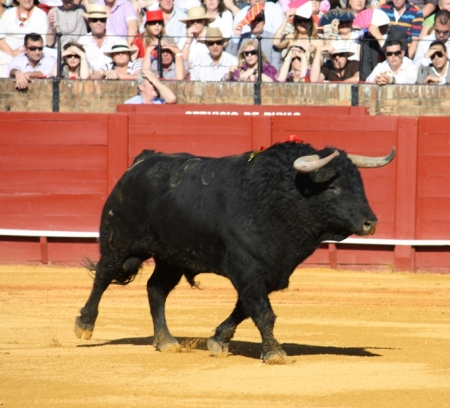
Negro zaino.
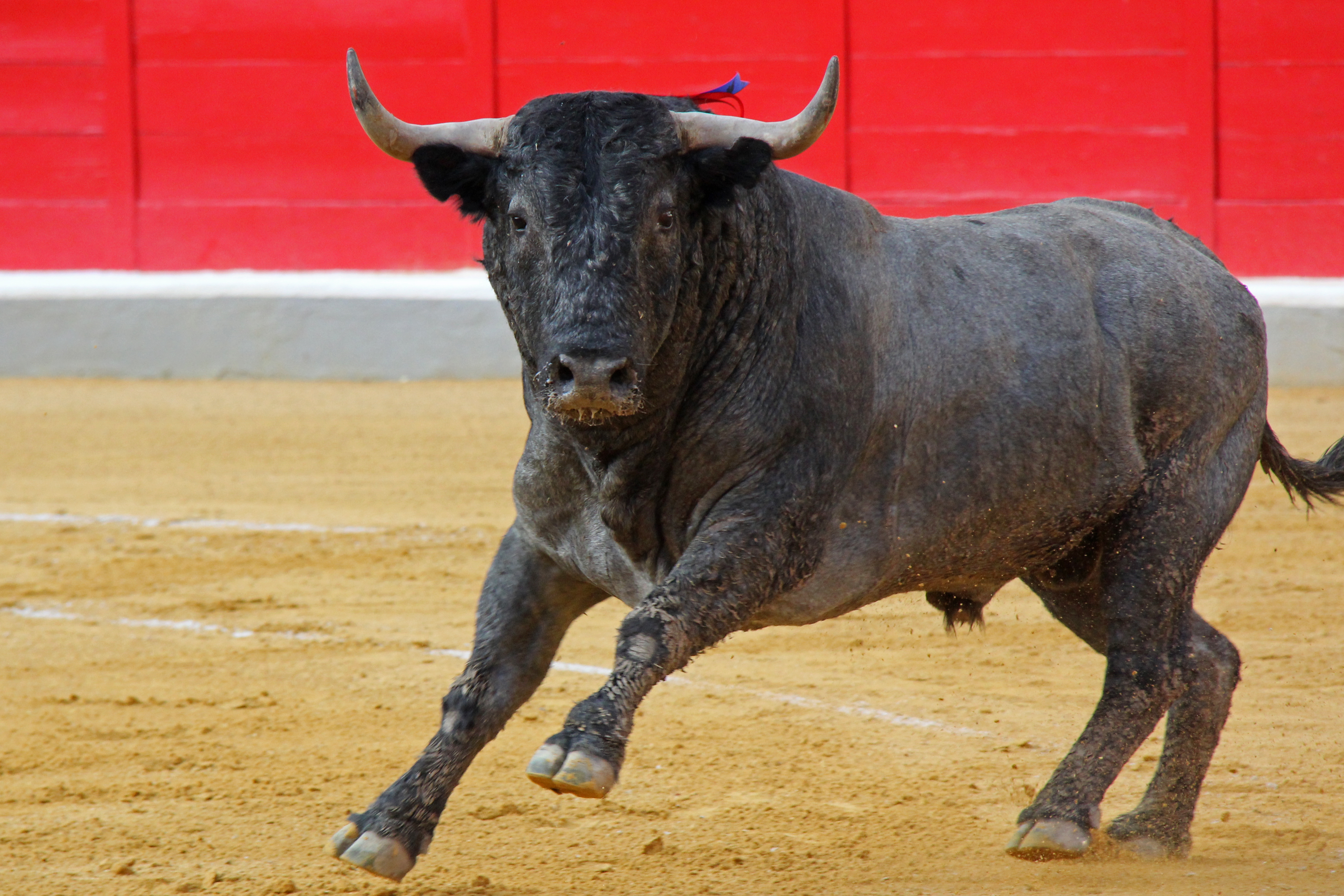
Cárdeno.
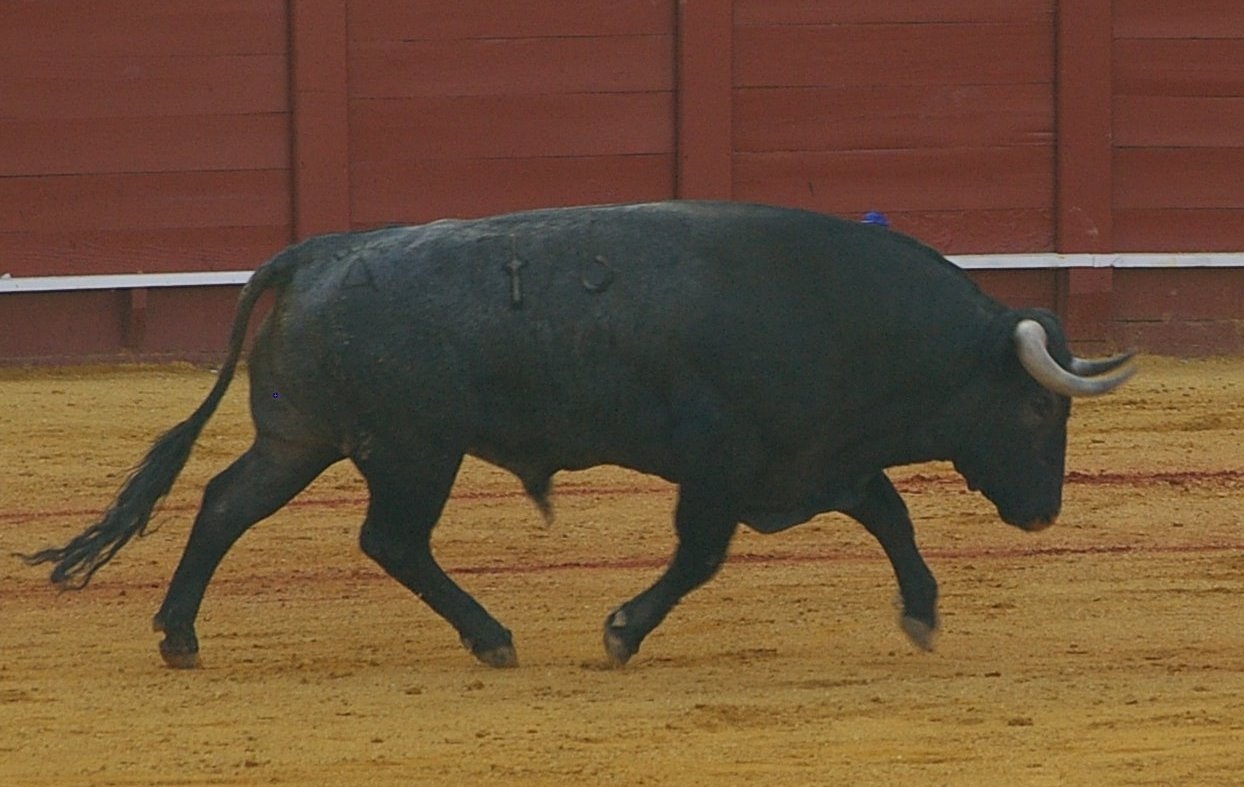
Entrepelado.
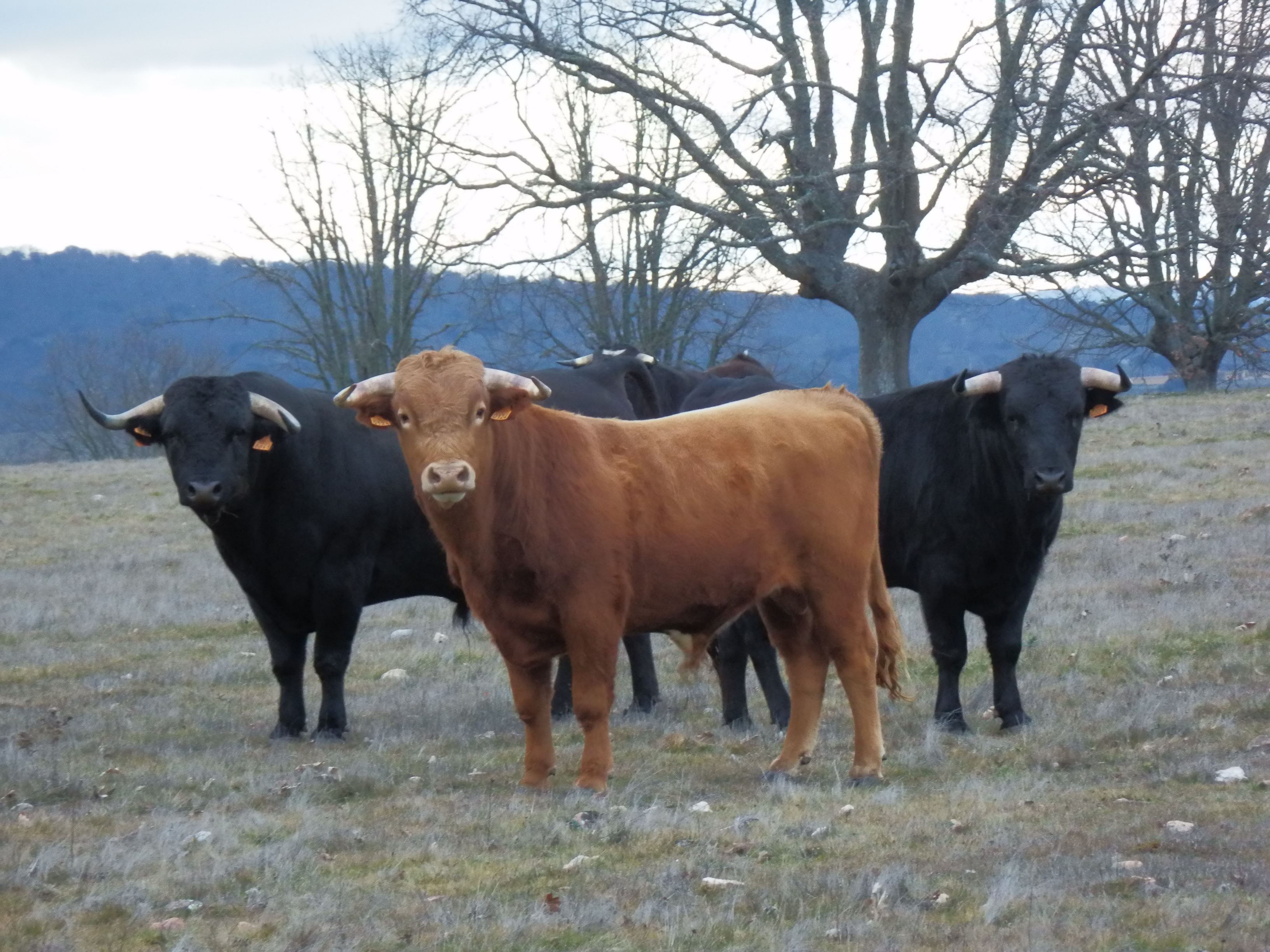
Colorado ojo de perdiz (centro).
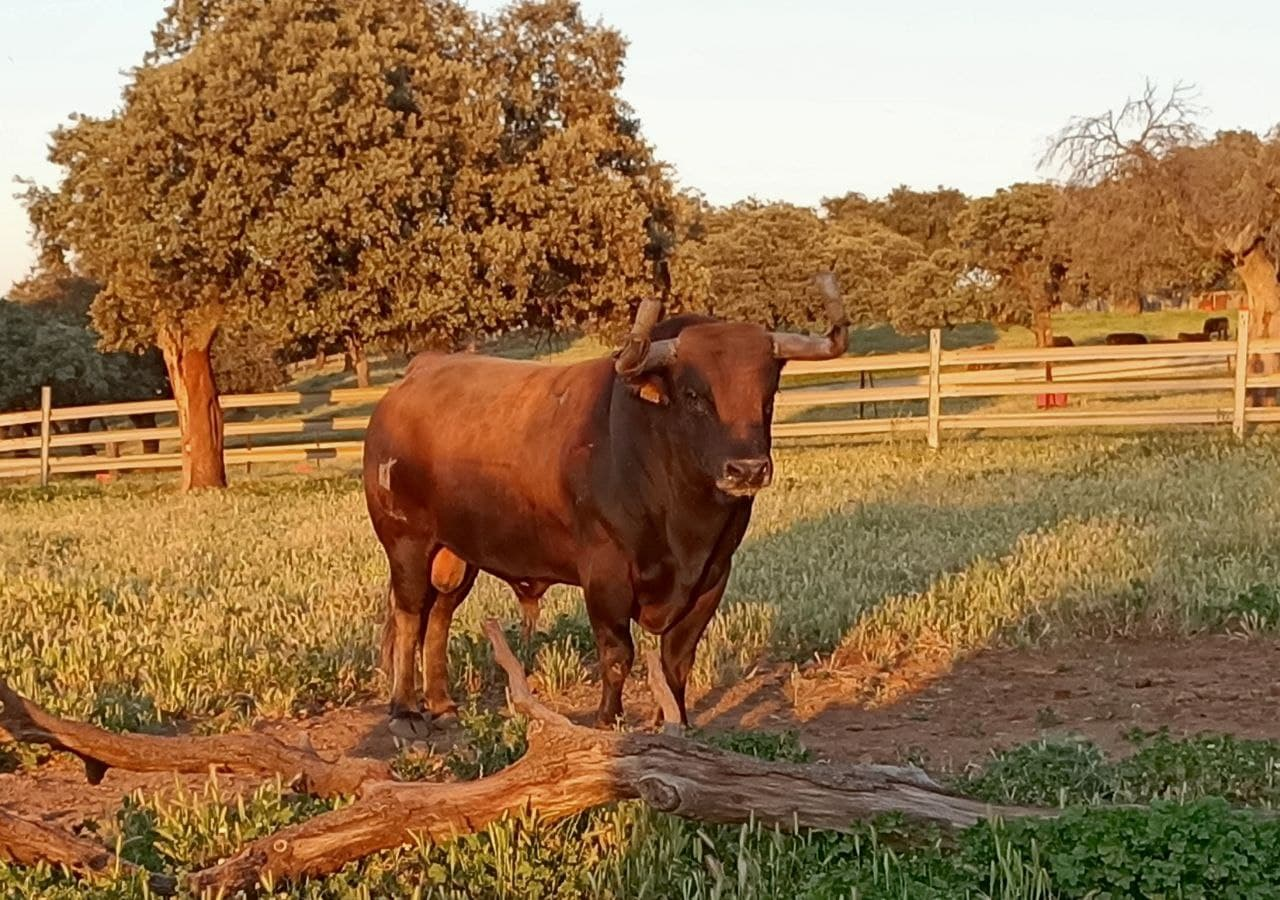
Retinto.